# Pequeño buque antisubmarino

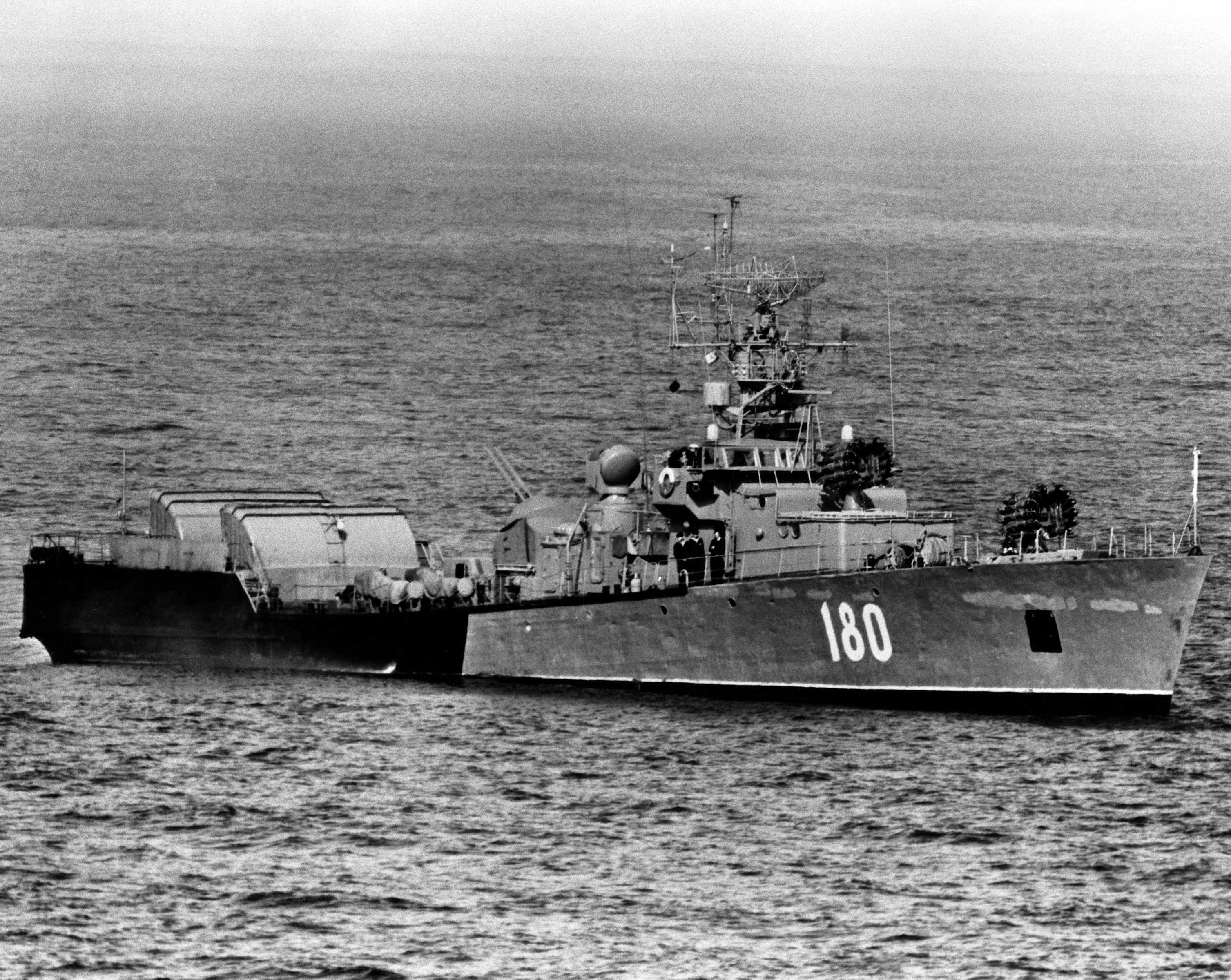
El MPK-180 del Proyecto 204, la primera clase pura de pequeños buques antisubmarinos soviéticos.

Pequeño buque antisubmarino (en ruso: Малый противолодочный корабль, romanizado: Malyy protivolodochnyy korabl’) es la denominación que tuvieron las corbetas en la Unión Soviética y actualmente todavía es utilizada ampliamente por parte de Rusia. El acrónimo extendido para este tipo de barcos es MPK (en ruso: МПК) más el número de asignación.
Los diseños de buques MPK soviéticos y rusos tienen como principal objetivo la guerra antisubmarina y la defensa costera, lo que supondría específicamente corbetas ASW (en inglés: Anti-submarine warfare).

## Historia
Los pequeños buques antisubmarinos se convirtieron en un desarrollo lógico de los proyectos de barcos de protección de la zona costera: pequeños cazasubmarinos del tipo MO-4 y los proyectos 199 y 201 (barcos poco más grandes que pesqueros fuertemente armados); grandes cazasubmarinos de los proyectos 122, 122A, 122-bis (posteriormente reclasificados como MPK). Estos precursores de los MPK fueron diseñados ya con el objetivo de la guerra antisubmarina en aguas poco profundas y zonas costeras.
El primer proyecto de MPK propiamente dicho de la URSS fue el Proyecto 204, del que se construyeron entre 63 y 66 unidades en la década de 1960. La Flota del Mar Negro de la Armada Soviética, la que más número de estos buques tenía, llegó a tener 42 MPK operativos (incluyendo los proyectos 1124, 1141, 204).
El desarrollo posterior de la subclase MPK fueron los pequeños buques antisubmarinos del Proyecto 1124 y sus modificaciones (se construyeron 71 unidades en la versión MPK y 24 en versión de patrulleros).

## Diseño
La primera clase de MPK desarrollada por la URSS, el Proyecto 204, tenía unas indicaciones para sus buques de 555 toneladas de desplazamiento, eslora 58,3 m, manga 8,1 m, calado 3,09 m, velocidad máxima de 35 nudos y tripulación 54 marineros y oficiales. El armamento consistía en 4 tubos lanzatorpedos, 2 lanzabombas y un cañón de 57 mm de dos tubos.
La última clase desarrollada por la Armada Soviética, el Proyecto 1241.2, tuvo unas indicaciones de 470 toneladas de desplazamiento, eslora de 57,6 m. manga de 10,2 m, calado de 3,25 m, una velocidad máxima de 32/34 nudos y una tripulación de 31 marineros más 5 oficiales.

## Clases de MPK
Los siguientes proyectos de buques soviéticos eran MPK:
Grandes cazasubmarinos reconvertidos en MPK
- Proyecto 122 grandes cazasubmarinos del tipo BO-2
  - Proyecto 122-A (Reconversión)
- Proyecto 133
- Proyecto 194
- Proyecto 199
- Proyecto 200
  - Proyecto 201 (Reconversión)

MPK puros
- Proyecto 204
- Proyecto 1124
- Proyecto 1141
- Proyecto 1331-M
- Proyecto 1145.1
- Proyecto 1241.2

En la actualidad, la Armada de Rusia está diseñando una clase de buques calificada como MPK:
- Proyecto 23420 de pequeños buques antisubmarinos[2]